# Pierre Mazairac
Pierre Mazairac (Maartensdijk, Utrecht, 5 oktober 1943) is een Nederlandse meubel- en interieurontwerper.
Pierre Mazairac is nationaal en internationaal bekend geworden met de vele ontwerpen die hij in de periode 1972 tot 1980 bij de meubelfabriek UMS-Pastoe ontwikkelde en van 1980 tot 1992 bij zijn eigen studio Mazairac en Boonzaaijer & partners.
In Nederland vormde Pierre Mazairac in de jaren zeventig en tachtig samen met Karel Boonzaaijer en Arnold Merckx “de harde kern van de Nederlandse vormgevers van functionele zitmeubels”. Hij heeft door zijn meubelontwerpen Nederland in de jaren zeventig en tachtig internationaal weer op de kaart gezet.
Zijn meubels zijn (en worden nog steeds) gepresenteerd tijdens diverse internationale meubelbeurzen, zoals de internationale meubelbeurzen in Keulen en Milaan, en hebben zelfs tot in Japan de aandacht getrokken. Pierre Mazairac heeft voor zijn ontwerpen diverse prijzen gewonnen, waaronder het Beste Meubelontwerp van het Dutch Design Center (1984), het Beste Nederlandse Meubelontwerp (1985 en 1989) en de Mobilia Innovatieprijs (1987 en 1992).

## Loopbaan
Na zijn opleiding aan de academie Artibus te Utrecht werkte Pierre Mazairac bij verschillende werkgevers als stylist en interieurarchitect. In 1972 trad hij in dienst de meubelfabriek UMS-Pastoe te Utrecht. In 1980 startte hij samen met Karel Boonzaaijer een eigen ontwerpbureau in Zeist, Mazairac en Boonzaaijer & partners. Later werd het ontwerpbureau Mazairac Boonzaaijer en Van Tellingen & partners genoemd. Het was gespecialiseerd in industrial design met als zwaartepunt meubeldesign en had een afzonderlijk onderdeel dat zich op architectuur richtte. Opdrachtgevers waren belangrijke nationale en internationale fabrikanten, waaronder Pastoe, Hennie de Jong, Leolux, Metaform, Castelijn, Arco, Agape, IKEA. De samenwerking eindigde in 1995. Vanaf 1996 is Pierre Mazairac woonachtig in Zwitserland. Hij richt zich tegenwoordig voornamelijk op het zogenaamde ‘leisure design’ (vakantieparken, hotels en restaurants).

## Ontwerpen
Mazairac en Boonzaaijer zijn op het gebied van eetkamerstoelen en tafels zeer sterk geweest. De stoelen de ‘Cirkel’, geproduceerd door Metaform, en de ‘SM01’, ontworpen voor Hennie de Jong, zijn producten die met duizenden per jaar werden verkocht. Ook de tafels ontworpen voor Castelijn, Arco en andere waren een succes. Andere succesvolle stoelen en tafels zijn onder meer de stoelen ‘SE15’ en ‘Antilope’ en de tafel ‘TM03’.
In 1984 ontwierp Pierre Mazairac samen met Boonzaaijer voor UMS-Pastoe de ‘Vision 90’. De ontwerpers presenteerden het kastensysteem als 'een meubel als object'. De Vision is een driedimensionaal bergsysteem, waarmee door het volledige verstek en de greeploze fronten composities van lijnen, vlakken, volumes en kleuren kunnen worden gerealiseerd. De rompen kunnen worden ingedeeld met deuren, laden of kleppen die openen en sluiten door middel van een druksysteem en kunnen direct aan de wand worden bevestigd, of op frames, sokkel of wielen worden geplaatst. De Vision is de eerste greeploze kast. De mogelijkheden in compositie zijn onbeperkt; van een 3-dimensionaal reliëf tot een grafisch raster van lijnen en vlakken, van een serie sideboards tot een architectonisch landschap van volumes. Het kastensysteem is door UMS-Pastoe in september 1985 in Milaan op de markt gebracht. Nadat de meubelfabriek in 1979 met de introductie van het ‘A’dammer programma’ zich weer internationaal wist te profileren, brachten Mazairac en Boonzaaijer in 1985 met het ontwerp van het Vision-kastensysteem Pastoe “in één klap terug tussen de [internationale] toppers”. Het kastensysteem is nog steeds bij Pastoe in productie, ook als ‘Vision Elements’ en ‘Vision Next’. Het concept is veelvuldig en “schaamteloos” gekopieerd. Het wordt tot op de dag van vandaag gezien als de mooiste kubus 'in the world'.
Als tegenhanger voor hun commerciële successen ontwiep het bureau in 1988 een sprankelende, niet conventionele en niet comerciële collectie genaamd ‘FUNiture’. Er is sprake van een verrassende omkeer in het werk van Mazairac en Boonzaaijer. Onder invloed van de Italiaanse Memphis-groep verschuift hun meubelvormgeving van functionalistisch naar postmodernistisch. De stoelen ‘Space Mission’, de ‘Humpty Dumpty’ en de ‘GIGI’, het rekje ‘Heatwave’ en de ronde kasten ‘Wizard’ maakten onderdeel uit van deze collectie. Deze ‘emotionele’ collectie werd in september 1988 in Slot Zeist gepresenteerd. Mazairac en Boonzaaijer hebben de collectie eerst in eigen hand geproduceerd. Later werd FUNiture door Hennie de Jong op de markt gebracht. De collectie is nationaal en internationaal veel besproken geweest. De Space Mission is een meubel van “historisch belang” en met “veel designwaarde” genoemd.
In 1989 werd Pierre Mazairac samen met Karel Boonzaaijer en Roy de Scheemaker gevraagd om het ‘Huis van de Toekomst’ in te richten. In dit kader is de bekende stoel de ‘Pallone’ ontwikkeld. De stoel is bij Leolux nog steeds in productie.
In 2006 was Pierre Mazairac als interieurarchitect verantwoordelijk voor de inrichting van het restaurant Podium te Utrecht van zijn zoon Leon Mazairac. De inrichting is tegelijkertijd chic en minimalistisch, en warm en spannend genoemd.

## Onderscheiding
- Ridder in de Orde van Oranje Nassau (29 april 2010)

- Gemeinsame Normdatei: 1014634512
- International Standard Name Identifier: 0000 0001 2328 0517
- Library of Congress Control Number: no2011112729
- RKD-Nederlands Instituut voor Kunstgeschiedenis: 54252
- Virtual International Authority File: 172979572
- WorldCat: E39PBJrGvcTCQchdbh34CXM773